# Kristoffer Aamot
Kristoffer Aamot (26 tháng 3 năm 1889 - 22 tháng 3 năm 1955) là một nhà báo, biên tập viên tạp chí, chính trị gia và nhà quản lý điện ảnh người Na Uy. Khi còn là một nhà báo trẻ, ông đã bị kết án một năm tù vì các bài viết của mình trên tờ báo Klassekampen. Ông là thành viên của Hội đồng thành phố Oslo từ năm 1917 đến năm 1937. Ông là giám đốc của Oslo Kinematografer từ năm 1934 đến năm 1955, ngoại trừ trong những năm chiến tranh. Một giải thưởng điện ảnh (tiếng Na Uy: Aamotstatuetten) được đặt theo tên của ông.
Ông cũng là tác giả nội dung bộ truyện tranh Na Uy Skomakker Bekk og Tvillingene Hans, với Jan Lunde vẽ tranh.